# Synemon icaria
Synemon icaria is een vlinder uit de familie Castniidae. De wetenschappelijke naam van de soort is voor het eerst geldig gepubliceerd in 1874 door Felder & Felder.
De naam komt in de literatuur ook voor als Synemon jcaria. De naam bij de plaat is met een gekrulde hoofdletter gespeld. In de index van het werk is te zien dat typografisch geen onderscheid tussen de 'I' en de 'J' wordt gemaakt. Aangezien "jcaria" niet voldoet aan de uitspraakcriteria van de ICZN, het epitheton met een hoofdletter gespeld is en dus naar een eigennaam verwijst, en 'Icarus' of 'Icaria' inderdaad bestaande eigennamen, zijn, moet hier gewoon een 'i' gelezen worden.